# Kristofor Mahler
Kristofor Mahler (Canmore, 26 febbraio 1995) è uno sciatore freestyle canadese, specialista dello ski cross.

## Biografia
Originario di Canmore e in gare FIS dal gennaio 2015, Kristofor Mahler ha debuttato in Coppa del Mondo il 5 dicembre dello stesso anno, giungendo 43º nello ski cross a Montafon. A Val Thorens, il 7 dicembre 2019, ha ottenuto il suo primo podio, nonché la sua prima vittoria, nel massimo circuito.
In carriera non ha mai debuttato ai Giochi olimpici invernali e ha preso parte a un'edizione dei Campionati mondiali di freestyle.

## Palmarès

### Mondiali juniores
- 1 medaglia:
  - 1 bronzo (ski cross a Val Thorens 2016)

### Coppa del Mondo
- Miglior piazzamento nella Coppa del Mondo di ski cross: 6º nel 2020
- Miglior piazzamento in classifica generale: 33º nel 2020
- 3 podi:
  - 2 vittorie
  - 1 secondo posto

#### Coppa del Mondo - vittorie
| Data            | Luogo       | Paese   | Disciplina |
| --------------- | ----------- | ------- | ---------- |
| 7 dicembre 2019 | Val Thorens | Francia | SX         |
| 15 gennaio 2022 | Nakiska     | Canada  | SX         |

Legenda:

SX = ski cross